# Moto Diesel
Une moto Diesel est un type de moto mue par un moteur Diesel.

## Description
Cette motorisation est peu répandue, à cause de tous les défauts que les moteurs Diesel ont rencontrés : poids important, bruit important, chaleur dégagée, odeurs, peu de nervosité du moteur. Les motos à motorisation Diesel ont connu quelques essais sporadiques, mais la production reste soit amateur, soit très faible par de petites entreprises, soit par l'armée mais maintenant abandonnée.
Avec une puissance massique habituellement faible, c’est-à-dire un rapport poids/puissance habituellement élevé, les moteurs Diesel ne sont généralement pas adaptés à une utilisation sur une moto, qui requiert surtout une puissance importante, peu de poids, et une accélération franche. Dans les années 1980, les forces de l'OTAN en Europe ont standardisé tous leurs véhicules afin qu'ils fonctionnent au gazole. Certaines nations possèdent des parcs de motos sur lesquels ont été menés des tests avec des moteurs Diesel. Des moteurs monocylindriques à refroidissement par air construits par l'italien Lombardini furent utilisés et connurent quelques succès ; ils obtinrent des performances similaires aux motos à essence tout en consommant jusqu'à 1,4 L/100 km de moins que ces dernières. Cela poussa quelques pays à doter de nouveau leurs motos de moteurs Diesel.
En 2005, le United States Marine Corps (corps des Marines américains) a adopté la M1030M1, une moto tout terrain basée sur la Kawasaki KLR650, et la modernisa avec un moteur conçu pour fonctionner avec du gazole ou du carburant JP-8. Depuis que d'autres véhicules tactiques américains comme le Humvee ou le char M1 Abrams fonctionnent eux aussi du JP-8, l'adoption d'une moto de reconnaissance qui utilise le même carburant faciliterait la logistique.
D'autres développements menés par l'université de Cranfield et Hayes Diversified Technologies, menèrent à la production de cette moto ayant pour base la Kawasaki KLR650 et destinée à un usage militaire. Le moteur de cette moto à refroidissement liquide, est un monocylindre quatre temps de 584 cm3, qui produit 21 kW et une vitesse maximale de 136 km/h. Hayes Diversified Technologies évoqua, mais annula par la suite la sortie d'une version civile pour environ 19 000 $.
En Inde, les motos fabriquées par Royal Enfield pouvaient être achetées avec des moteurs Diesel monocylindriques de 325 cm3 car le gazole était moins cher que l'essence à l'époque, et de meilleure qualité. Ces moteurs étaient bruyants, de conception brute et pas très populaires à cause de leurs faibles performances et de leur poids important. Les moteurs étaient conçus à l'origine pour un usage dans des machines commerciales telles que des générateurs électriques et des pompes à eau.

## Transformations

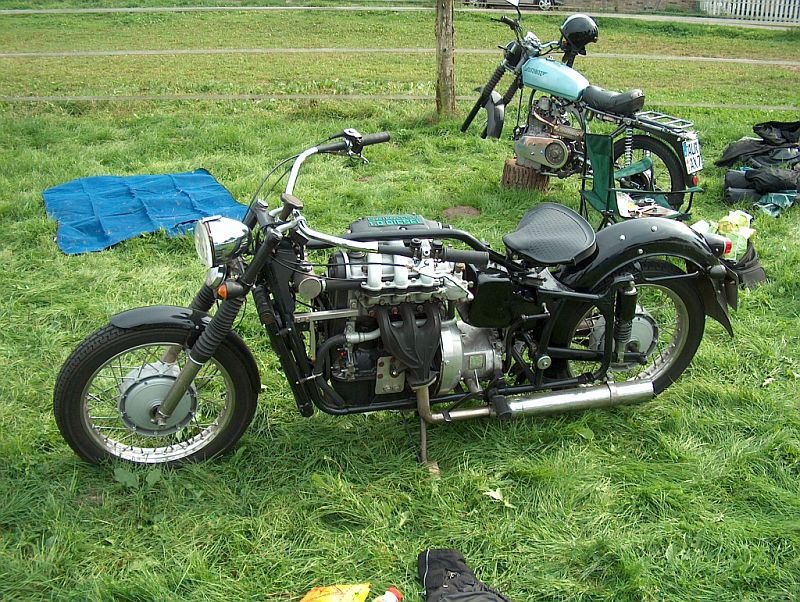
Triumph Speed Triple version Diesel.

Un choix de transformation répandu est l'adaptation d'un moteur Diesel industriel (mono- ou bicylindre) dans un châssis modifié d'une Royal Enfield.
Une alternative est d'utiliser des moteurs Diesel industriels ou de petites voitures. Les châssis sont modifiés ou complètement reconstruits. Les plages de puissance commencent à 6 ch et vont jusqu'à environ 80 ch.

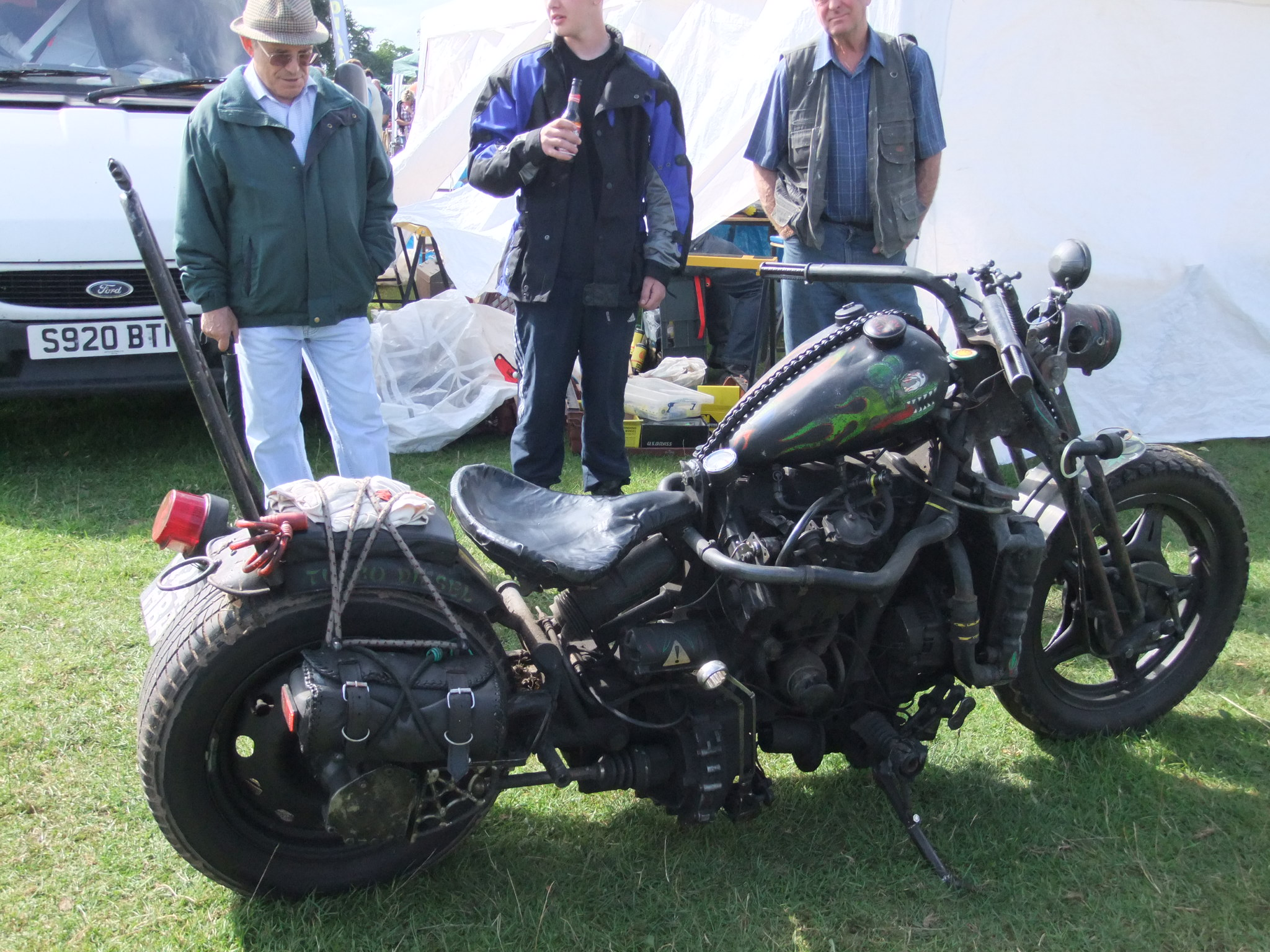
Une moto Diesel « fait-maison » au rallye locomobile à Astle Park au Royaume-Uni, en 2010.

## Véhicules produits

### Sommer Diesel 462
Sommer Motorradtechnik produit la Sommer Diesel 462. La puissance du moteur est évaluée à 8 kW. La moto atteint une vitesse de pointe de 105 km/h, et parcourt 40 km/l. Elle est motorisée par Bavarian HATZ Diesel. La moto Sommer Diesel est assemblée à la main par petit bouts à Eppstein. Tous les composants du châssis, ainsi que les roues et les pneus sont fournis par Royal Enfield.

### Track T-800CDI
La Track T-800CDI possède un moteur trois cylindres CDI turbo Diesel à rampe commune de 800 cm3 développé par Mercedes, basé sur le moteur d'une Smart Fortwo, et consomme seulement 2,5 l/100 km. La transmission, à variateur de vitesse mécanique (CVT), s'effectue par arbre de transmission à cardans. La Track Diesel a une puissance de 45 ch et un couple de 100 N m disponible entre 1 800 et 4 500 tr/min avec une vitesse de pointe d'environ 160 km/h et couvre le 0 à 100 km/h en 3,75 s. L'accélérateur est connecté à une commande électronique des gaz,.
Le constructeur EVA Products BV a commencé la commercialisation de cette moto en 2009 sur le sol hollandais uniquement pour un prix avoisinant les 18 000 euros.

### Royal Enfield

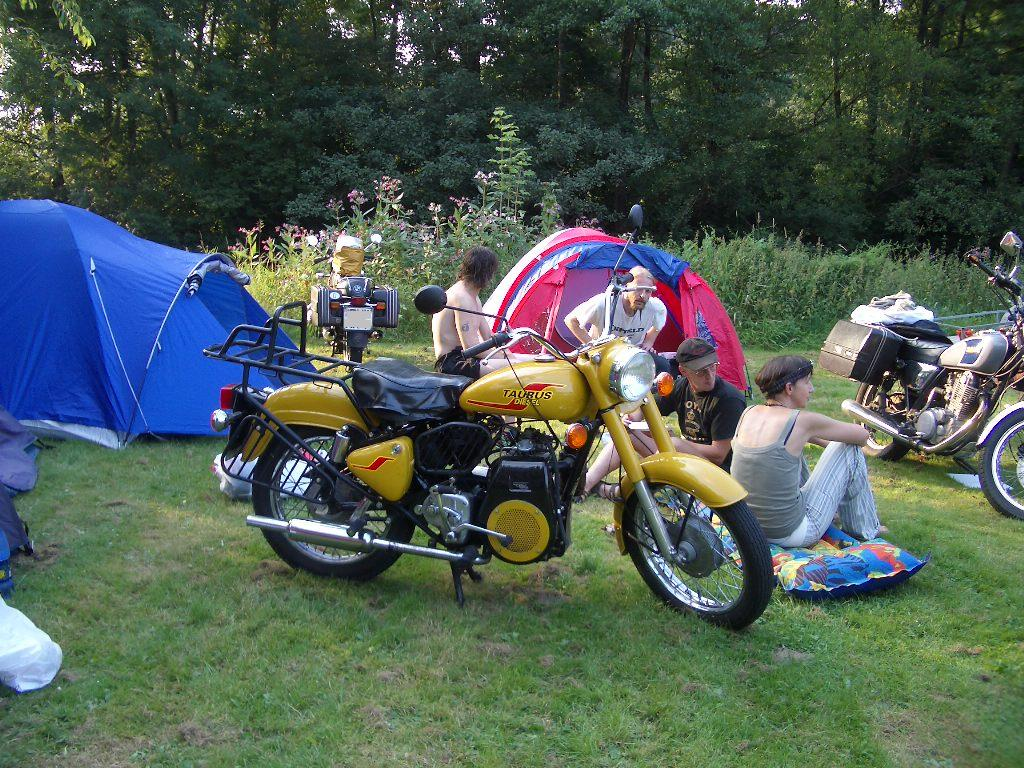
Royal Enfield Taurus.

Royal Enfield en Inde était le seul constructeur à produire une moto Diesel en masse. Un moteur Diesel industriel de 6,5 ch était installé dans un châssis de Royal Enfield britannique. Cependant, à la suite des lois anti-pollution, la moto ne fut plus produite. C'était une des motos les plus efficaces en Inde, consommant 1,4 l/100 km. Certains mécaniciens de quartiers montaient ce moteur sur des Bullets d'occasion, comme sur des modèles rétro de Royal Enfield, avec le moteur modifié de 350 cm3 développant 20 ch. En voyant le succès de ces motos, Royal Enfield commença la production de Bullets avec le moteur Diesel et lui donna le nom de « Taurus ». La Taurus est disponible avec un démarreur électrique.

### Hayes Diversified Technologies M1030M1
Après plusieurs années de développement du moteur à l'université Cranfield, la HDT M1030M1 est entrée en service. Elle est produite par Hayes Diversified Technologies (HDT) et basée sur une Kawasaki KLR650 modifiée. La vitesse de pointe est de l'ordre de 145 km/h et la consommation est annoncée autour des 2,5 l/100 km à 90 km/h. La M1030M1s a participé avec succès au British National Rally et au Bonneville Speed Trials.
Le corps des Marines des États-Unis acheta 440 exemplaires du modèle M1030M1, sous le nom « M1030M1 JP8/Diesel ». La moto militaire M1030M1E AVTUR/Diesel est vendue aux Britanniques ainsi qu'aux pays européens membres de l'OTAN. Une version pour le marché civil, la D650A1 « Bulldog », était initialement prévue pour mars 2006, mais à la suite de l'importante demande militaire pour la M1030M1, la production de la Bulldog est retardée indéfiniment.
Au cours de l'été 2010 à Eurosatory, un salon français d'exposition de la défense, HDT présenta la HDT 1030M2, une évolution majeure de l'actuelle HDT M1030M1. Le changement principal de cette version vient de son moteur gonflé de 670 cm3 polycarburant, et produit 20 % de puissance en plus. Grâce à une technologie brevetée appelée MAC-C1, le moteur peut utiliser non seulement du gazole standard, mais aussi cinq types de carburant d'aviation ainsi que le carburant à base d'huile végétale, biodiesel. Au mois de septembre 2010, aucune commande n'avait encore eu lieu.
Aux dernières informations, la société a stoppé la production et le développement de cette moto.

### Star Twin Thunder Star 1200 TDI
Star Twin Motors a fabriqué la Thunder Star 1200 TDI, qui utilisait un moteur 1,2 l Diesel de Volkswagen Lupo modifié, intégré dans un nouveau carter avec une boite de transmission à 5 vitesses. Le moteur développait de 80 à 120 ch et un couple de 160 N m à 5 500 tr/min.

### Neander
La Neander est dotée d'un moteur turbo Diesel bicylindre parallèle avec deux vilebrequins contrarotatifs, ce qui permet d'éliminer les vibrations du moteur. Le moteur de 1 340 cm3 offre une puissance de 110 ch à 4 200 tr/min et un couple de plus de 200 N m à 2 600 tr/min. La vitesse de pointe annoncée est de 220 km/h.

### Boccardo Aero 97
La française Boccardo Aero 97 utilisait une motorisation de Citroën AX, Essence de 97 ch et Diesel de 59 ch. Cette moto a été construite à seulement trois exemplaires en 1989.

Motos évoquées dans cet article
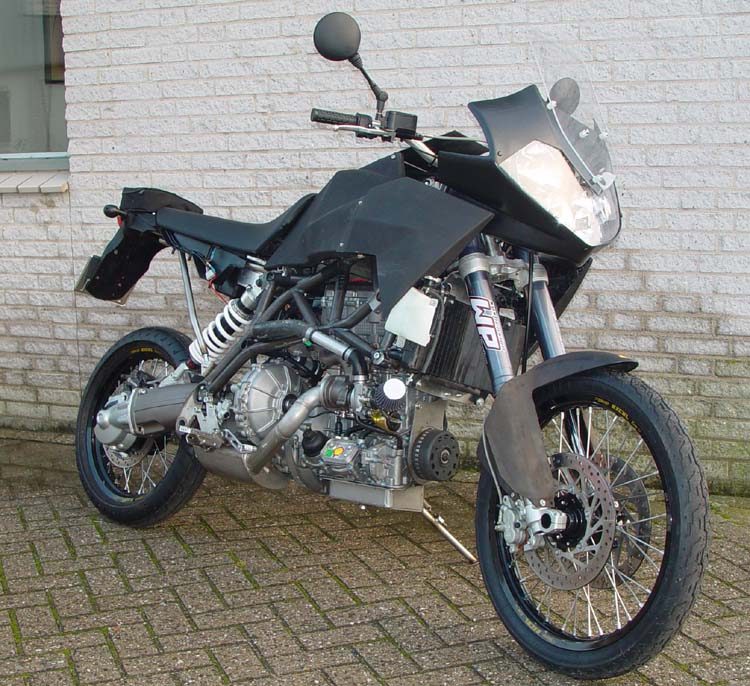
Track T-800CDI.
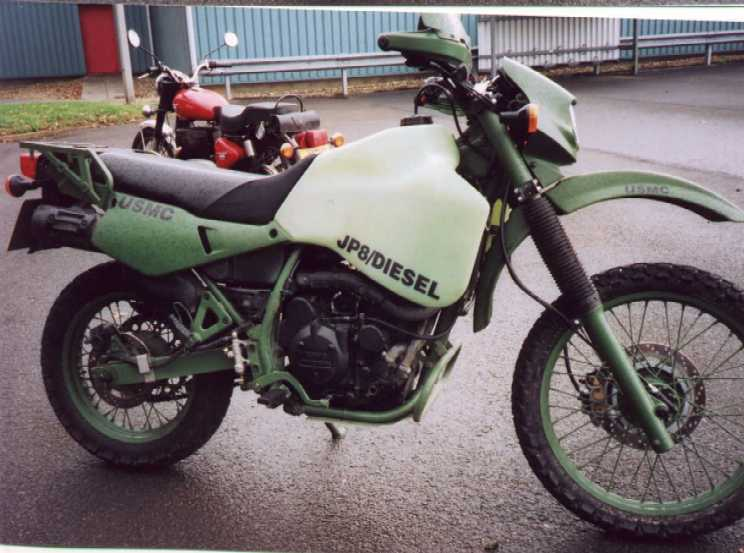
M1030M1, la moto militaire Diesel.
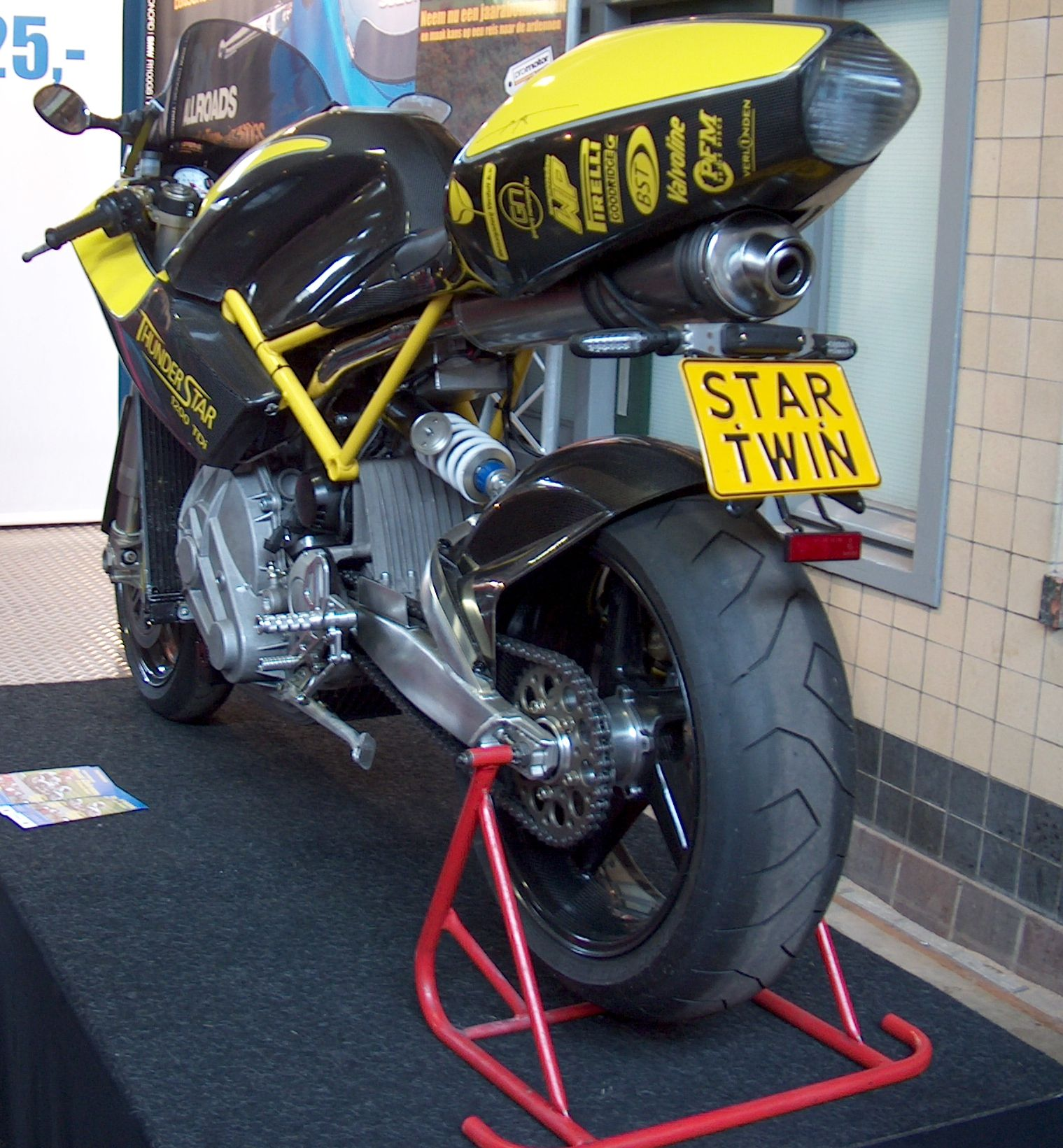
Thunder Star 1200 TDI.
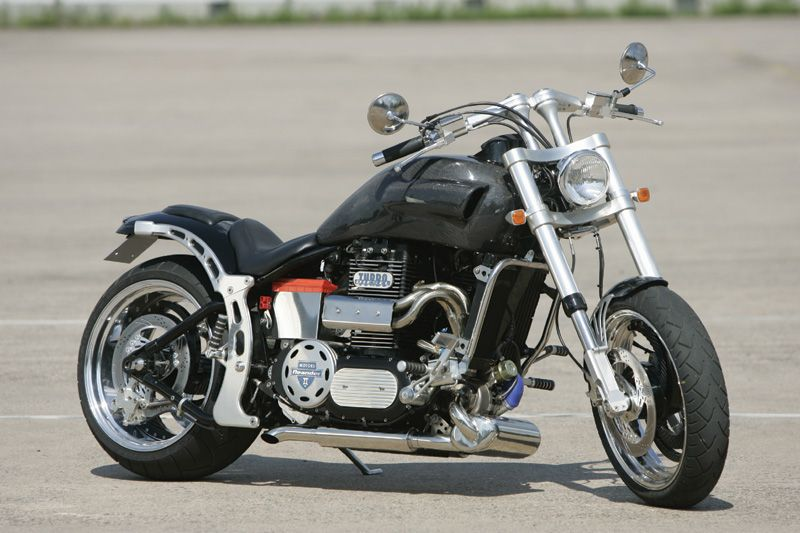
Prototype de la Neander.
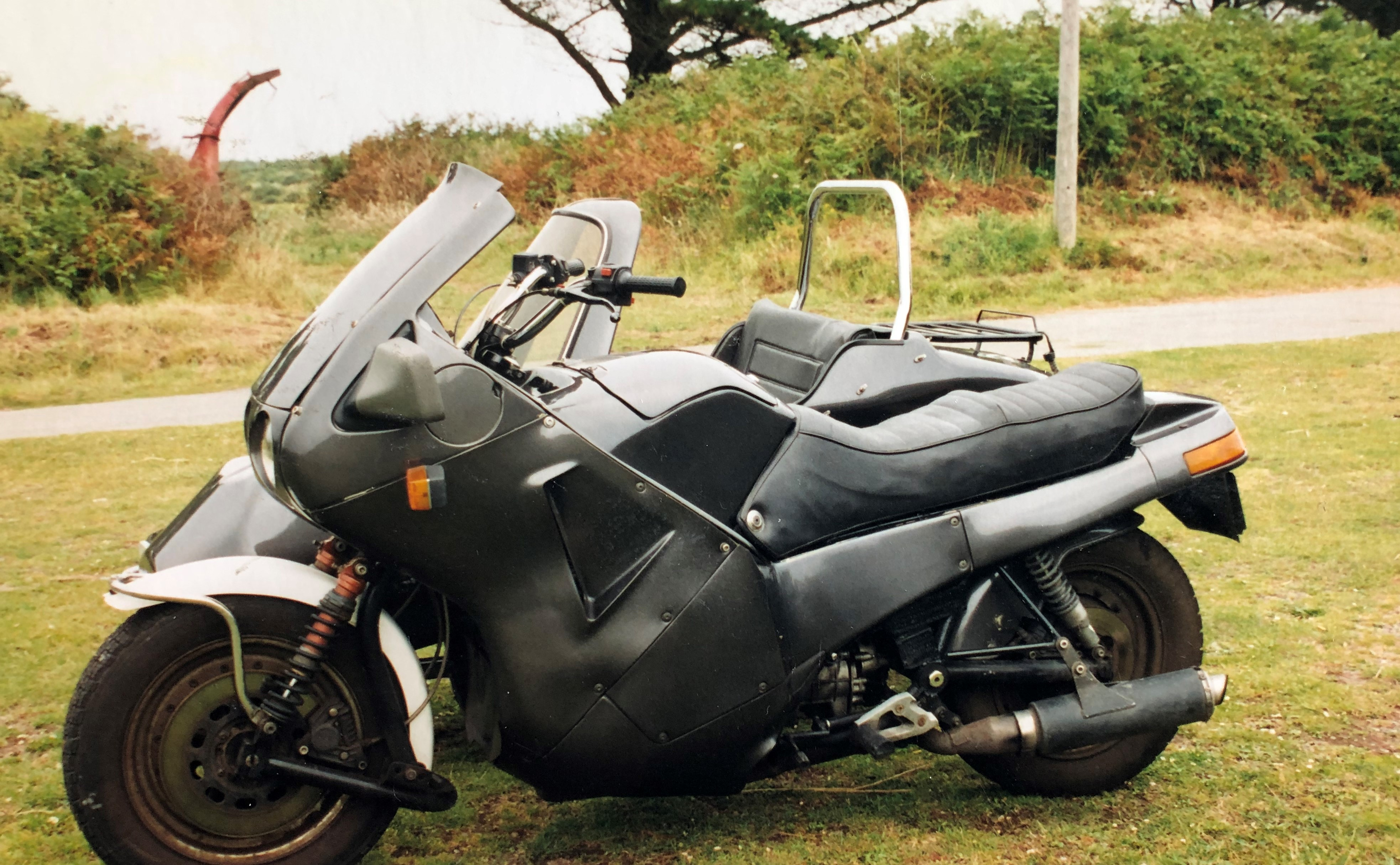
Boccardo Diesel.